# Смит, Билл
Уильям Томас «Билл» Смит (англ. William Thomas "Bill" Smith; 17 сентября 1928, Портленд, Орегон, США, по другим данным Каунсил-Блафс, Айова — 20 марта 2018) — американский борец вольного стиля, чемпион Олимпийских игр, трёхкратный чемпион США по версии ААА (1949—1951) и двукратный чемпион США по версии NCAA (1949, 1950).

## Биография
Родился в семье борца из Канзаса Джона Фрэнка Смита. Первые уроки борьбы брал у отца.
Учась в школе в Каунсил-Блафс, становился третьим и вторым на чемпионате штата. Поступив в педагогический колледж Айовы (ныне Университет Северной Айовы), достиг успеха и на национальном уровне, с 1949 года побеждая на национальных чемпионатах.
На Летних Олимпийских играх 1952 года в Хельсинки боролся в категории до 73 килограммов (полусредний вес). Выбывание из турнира проходило по мере накопления штрафных баллов. Схватку судили трое судей, за чистую победу штрафные баллы не начислялись, за победу по очками при любом соотношении голосов начислялся 1 штрафной балл, поражение по очками при любом соотношении голосов или чистое поражение карались 3 штрафными баллами. Если борец набирал 5 или более штрафных баллов, он выбывал из турнира. Когда оставалось только три борца, они разыгрывали между собой медали (если не встречались в схватках до финального раунда). После начала финальных схваток борцы могли продолжать выступления имея и более пяти штрафных баллов.
Титул оспаривали 20 человек. Билл Смит дошёл до финальных схваток, в которых одну проиграл и одну выиграл. Так же закончили и остальные финалисты, и по результатам подсчёта штрафных очков Билл Смит стал олимпийским чемпионом. При сложной системе подсчёта очков сам Билл Смит считал, что ему следовало побеждать иранского борца, с которым он боролся в финальной схватке, только чисто. Поэтому, по словам Билла Смита, он с самого начала схватки стал бороться в несвойственной ему ярко атакующей манере, пытаясь положить на лопатки Абдуллу Мохтабави. Он понимал, что если борцов поставят в партер, то он, скорее всего, проиграет физически сильному иранцу. Но тем не менее усилия Билла Смита не принесли успеха, он выиграл, но по очкам, и был убеждён, что золотая медаль от него ушла. Более того, когда борцы поднимались на пьедестал, Билл Смит подталкивал иранского борца на первое место и был удивлён, когда узнал, что он стал олимпийским чемпионом.
| Круг  | Соперник              | Страна    | Результат | Основание                | Время схватки |
| ----- | --------------------- | --------- | --------- | ------------------------ | ------------- |
| 1     | Антонио Росадо        | Мексика   | Победа    | Туше (0 штрафных баллов) | 4:50          |
| 2     | Ник Моххамед          | Канада    | Победа    | 3-0 (1 штрафной балл)    | -             |
| 3     | Альберто Лонгарелла   | Аргентина | Победа    | 3-0 (1 штрафной балл)    | -             |
| 4     | Мохаммед Хассан Мусса | Египет    | Победа    | Туше (0 штрафных баллов) | 3:45          |
| 5     | Пер Берлин            | Швеция    | Поражение | 3-0 (3 штрафных балла)   | -             |
| Финал | Абдулла Мохтабави     | Иран      | Победа    | 3-0 (1 штрафной балл)    | -             |

На отборочных соревнованиях перед Летними Олимпийскими играми 1956 года в Мельбурне победил прославленного в США борца Дэна Ходжа и должен был поехать на Олимпийские игры, но был отчислен из команды ввиду того, что работал тренером по борьбе в одной из школ Иллинойса, получая за это вознаграждение, что на тот момент считалось нарушением любительского статуса спортсмена.
Уйдя из большого спорта, находился на тренерской работе, тренировал школьные команды Рок-Айленда, Энн-Арбора, Пасифики, Клейтон, команды университетов Небраски, Сан-Хосе, Сан-Франциско.
Жил в Калифорнии. Был женат с 1950 года, имел пять детей.
Скончался 20 марта 2018 года.